# زابينه إيفرتس
سابين ايفرتس (بالألمانية: Sabine Everts)‏ (و. 1961  م) هي منافسة ألعاب القوى ألمانية، ولدت في دوسلدورف، شاركت في الألعاب الأولمبية الصيفية 1988، والألعاب الأولمبية الصيفية 1984.

## جوائز
حصلت على جوائز منها:
- ورقة شجر الغار الفضية (1984).

## روابط خارجية
- زابينه إيفرتس على موقع الاتحاد الدولي لألعاب القوى (الإنجليزية)
- زابينه إيفرتس على موقع أوليمبيديا (الإنجليزية)